# Tetischeri
Tetischeri (auch Teti-scheri; † um 1540 v. Chr.) war in der 17. Dynastie eine altägyptische Große königliche Gemahlin und Königsmutter. Sie gilt als „Stammmutter der Ahmosiden“, eines thebanischen Herrschergeschlechts, das die Vorherrschaft der Hyksos in Ägypten beendete.

## Familie
Tetischeri war die Tochter des Tjenna und seiner Frau Neferu. Beide werden auf einem Leinentuch genannt, das sich in der Cachette von Deir el-Bahari fand. Tjenna trägt dort den Ehrentitel „Sab“ (der Titel „Sab“ – S3b wurde lange in der Ägyptologie mit Richter übersetzt, war wohl aber eher ein Statusmarker vornehmer Leute). Tetischeri ist somit eindeutig nichtköniglicher Herkunft.
Sie war die Mutter der Satdjehuti Satibu, was durch ein Sargmaskenfragment im Ägyptischen Museum München belegt ist.
Weitere Familienverhältnisse sind (wie bei fast allen Angehörigen des Ahmosiden-Clans) nicht belegt. Sie wird versuchsweise als die Gemahlin des Senachtenre identifiziert, obwohl dies nirgendwo mit Sicherheit vermerkt ist. Es kann auch nicht vollkommen ausgeschlossen werden, dass sie z. B. die Gemahlin des Seqenenre war. Es ist jedoch eher wahrscheinlich, dass sie die Mutter des Seqenenre und möglicherweise auch des Kamose war. Ihr Titel Königsmutter belegt auf jeden Fall, dass aus ihrer Ehe ein König hervorging.
Sie war die Großmutter von Amosis, der sie auf einer Stele als Mutter [seiner] Mutter bezeichnet. Das Fragment einer Stele mit ihrem Namen – ohne den Zusatz „die Selige“ (m3ˁ ḫrw) – und dem ihres Enkels Ahmose I. belegt, dass sie noch unter diesem lebte.
Weitere mögliche Töchter sind u. a. eine weitere Satdjehuti, falls diese nicht identisch mit Satdjehuti Satibu ist, sowie Ahhotep I., falls diese nicht identisch mit Ahhotep II. ist.

## Regentschaft
Nach dem Tod des Senachtenre, des Seqenenre und dem frühen Tod des Kamose führte die verwitwete Tetischeri zusammen mit der ebenfalls verwitweten Ahhotep I. vermutlich die Regierungsgeschäfte des Nachfolgers Ahmose I., der anscheinend bereits mit ca. fünf Jahren den Thron bestieg. Beide Frauen werden auf Denkmälern aus dieser Zeit häufig hinter dem König dargestellt. Aufgrund der besonderen Verehrung durch Ahmose I. nach ihrem Tod scheint sie eine zentrale Rolle am Königshof gespielt zu haben.

## Funde und Denkmäler

### Statue der Tetischeri

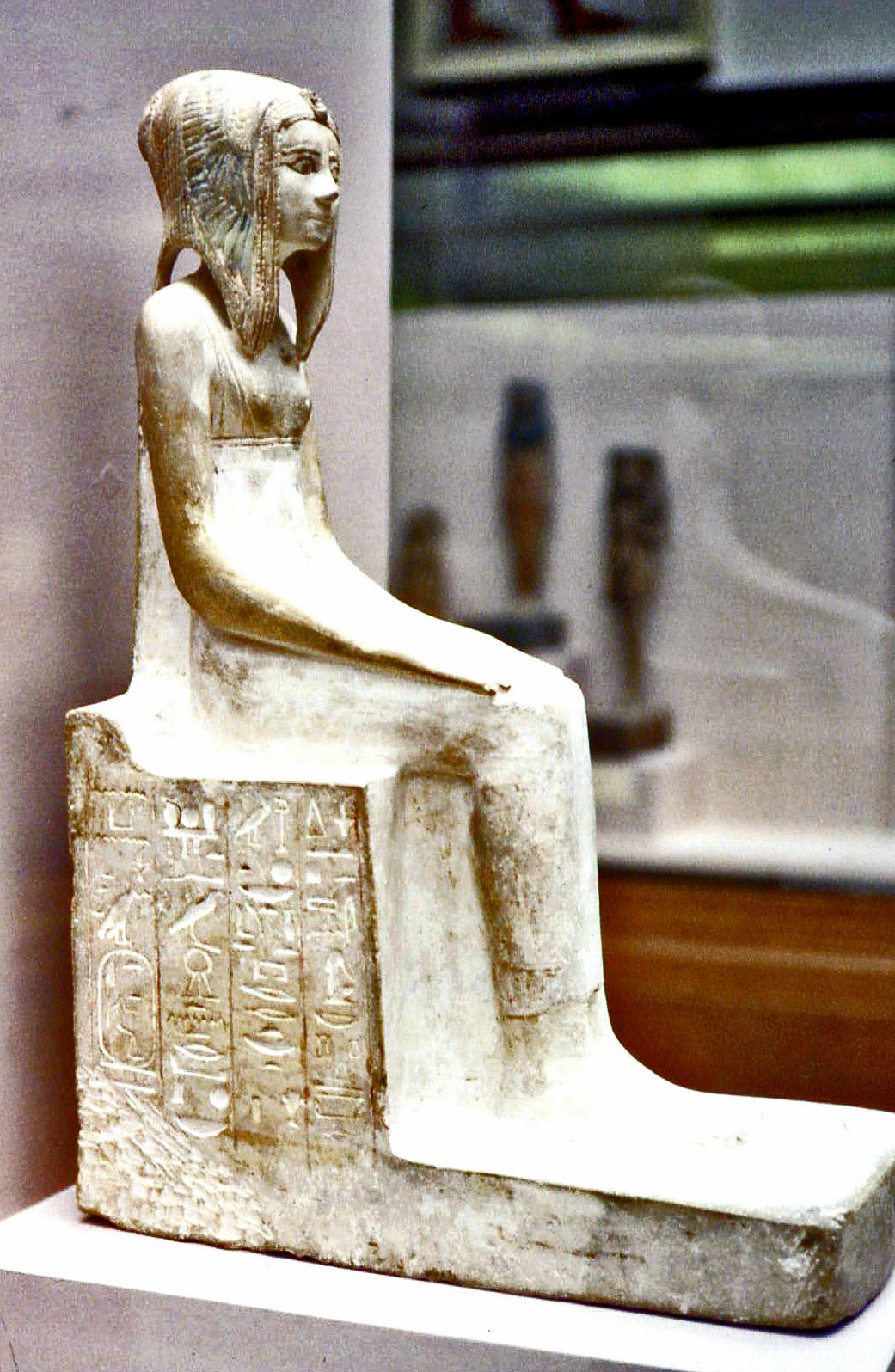
(vermutlich gefälschte) Statue der Tetischeri, British Museum, London, Inventarnummer EA 22558

Trotz ihres zu Lebzeiten großen Einflusses ist von Tetischeri nur eine einzige Statue überliefert, die jedoch wiederum nur von einer alten Photographie bekannt ist. Eine 1890 erworbene Statue aus der Sammlung des Britischen Museums, die man für eine Darstellung der Tetischeri hielt (EA 22558), gilt heute als Fälschung. Deren Inschriften sind von der anderen Statue mit Fehlern kopiert worden, was die Fälschung entlarvte. Grimm und Schoske halten die Statue jedoch wiederum für authentisch, stellen allerdings in Frage, ob sie wirklich Tetischeri darstellt.

### Denkstein des Ahmose

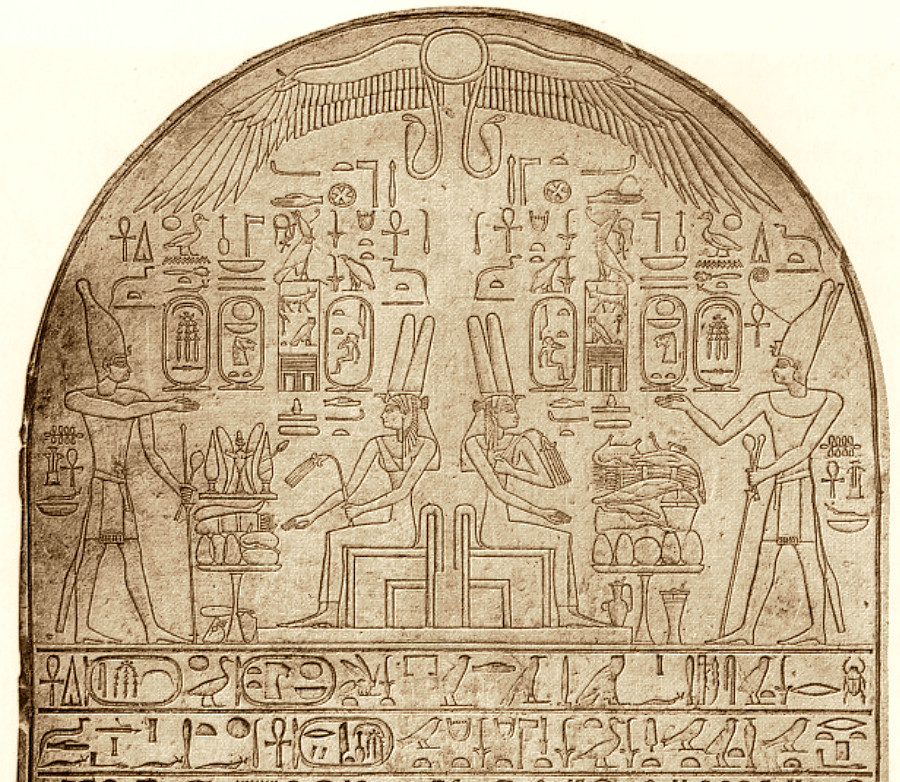
Gedenkstele der Tetischeri aus Abydos, Ägyptisches Museum, Kairo, Inventarnummer CG 34002

Ahmose ehrte auf dem dazugehörigen Denkstein aus Abydos Tetischeri für ihre Leistungen:

„Ich bin es, der an die Mutter meiner Mutter (Ahhotep I.) und an die Mutter meines Vaters denkt, an die Große Königsgemahlin und Königsmutter, Tetischeri, selig. Sie hat ihre Grabkapelle noch auf der Erde von Theben und Abydos. Meine Majestät wünscht, dass man ihr eine Pyramide und einen Totentempel in der Nähe meiner Denkmäler im erhabenen Land errichtet. Der See des Totentempels wurde gegraben, die Bäume gepflanzt und Opfergaben festgesetzt, mit Äckern wurde er belehnt und mit Herden ausgestattet.“

## Totenkult
Im Neuen Reich schien, im Gegensatz zu Ahhotep I. und Ahmose Nefertari, das Andenken an Tetischeri in Vergessenheit zu geraten. So wird sie z. B. in keiner ramessidischen Königsliste als Stifterpersönlichkeit der thebanischen Nekropole genannt. Grimm und Schoske gehen davon aus, dass dies mit ihrer „nur“ bürgerlichen Herkunft in Zusammenhang steht.
Ein Papyrus aus Abusir belegt hingegen eine Totenstiftung für sie und Ahmose-Satkamose noch zu Beginn der 18. Dynastie.
Ihr Enkel Ahmose begründete Totenstiftungen für sich und sie in Abydos, wo ihr nach ihrem Tod ein Kult als der bedeutendsten Vorfahrin der 18. Dynastie gewidmet wurde. Im Komplex der Ahmose-Pyramide befindet sich eine Gedächtniskapelle und die kleine, ihr gewidmete (Kenotaph-)Pyramide der Tetischeri.

## Mumie und Grab
Als vermeintliche Mumie gilt die sogenannte Unknown Woman B (CG61056) aus der Cachette von Deir el-Bahari. Die Mumie wurde offiziell 1881 entdeckt und ursprünglich von Gaston Maspero fälschlicherweise als Ramses I. identifiziert. Grafton Elliot Smith fand 1909 bei einer näheren Untersuchung heraus, dass es sich dabei um die Mumie einer unbekannten älteren Frau handelte, und gab ihr den entsprechenden Namen, datierte sie jedoch in die 18. Dynastie. Georges Daressy und Margaret Murray bemerkten, dass einige Mumienbinden, die im Zusammenhang mit dieser Mumie stehen, den Namen von Tetischeri trugen. Einige Forscher datierten die Mumie in die 17. Dynastie und identifizierten sie direkt als die von Tetischeri. Wesentliche Merkmale dieser Mumie sind die weißen Haare, was auf ein sehr hohes Alter schließen lässt, ein zarter Knochenbau sowie ins Haar eingeflochtene Zöpfe, die jugendliche Haarfülle andeuten sollten. Diese Merkmale scheinen gut zur Gestalt dieser Königin zu passen, die man von Abbildungen und der Statue her kennt.
Neben der Kenotaph-Pyramide ist die eigentliche Grabstätte der Tetischeri bisher unbekannt. Die Ägyptologin Elizabeth Thomas vermutete, dass das thebanische Grab KV41 dafür in Frage käme, doch gab es bisher noch keine konkreten Anhaltspunkte für diese These.